# Magnesiostaurolita
La magnesiostaurolita és un mineral de la classe dels silicats que pertany al grup de l'estaurolita. El seu nom fa referència a la presència dominant de magnesi en la seva composició i a la seva relació amb l'estaurolita.

## Característiques
La magnesiostaurolita és un silicat de fórmula química Mg(Mg,Li)₃(Al,Mg)18Si₈O44(OH)₄. Cristal·litza en el sistema monoclínic. La seva duresa a l'escala de Mohs és d'entre 7 i 7,5.
Segons la classificació de Nickel-Strunz, la magnesiostaurolita pertany a «9.AF - Nesosilicats amb anions addicionals; cations en [4], [5] i/o només coordinació [6]» juntament amb els següents minerals: sil·limanita, andalucita, kanonaïta, cianita, mullita, krieselita, boromullita, yoderita, estaurolita, zincostaurolita, topazi, norbergita, al·leghanyita, condrodita, reinhardbraunsita, kumtyubeïta, hidroxilcondrodita, humita, manganhumita, clinohumita, sonolita, hidroxilclinohumita, leucofenicita, ribbeïta, jerrygibbsita, franciscanita, örebroïta, welinita, el·lenbergerita, sismondita, magnesiocloritoide, ottrelita, poldervaartita i olmiïta.

## Formació i jaciments
La magnesiostaurolita va ser descoberta a la vall Gilba, a Brossasco (Val Varacha, Província de Cuneo, Itàlia). També ha estat descrita a tres indrets més de la província de Cuneo; Zhimafang, l comtat de Donghai (Jiangsu, República Popular de la Xina); Dusky Sound, a Fiordland (Illa del Sud, Nova Zelanda) i als monts Pohorje (Eslovènia).